# 会话描述协议
会话描述协议（或简写）描述的是流媒体的初始化参数。此协议由IETF发表为 RFC 2327。
SDP最初的时候是会话发布协议（或简写）的一个部件，1998年4月推出第一版，但是之后被广泛用于和RTSP以及SIP协同工作，也可被单独用来描述多播会话。